# Marc Bourdeau
Pour les articles homonymes, voir Bourdeau.
Marc Bourdeau est un pianiste, chambriste et chef de chant canadien, né à Montréal le 16 décembre 1960.

## Biographie
En tant que soliste et chambriste, il a notamment joué au Kleine Zaal Concertgebouw (Amsterdam), au Brahms-Saal Musikverein (Vienne), au Kleiner Saal Tonhalle (Zürich) et au Festival de Lanaudière[réf. souhaitée].
Il a notamment fait la création de deux œuvres de Rachel Laurin :
- la Sonate pour flûte et piano, opus 29, à la Chapelle historique du Bon-Pasteur de Montréal, en compagnie du flûtiste Michel Bellavance[réf. souhaitée] ;
- le Concerto pour piano et orchestre, opus 46, avec l'Orchestre symphonique de Trois-Rivières sous la direction de Jacques Lacombe le 20 septembre 2010[1].

Il a tenu des postes[Lesquels ?] à la Haute École de musique de Genève (site de Neuchâtel), au Conservatoire de musique et d'art dramatique du Québec (site de Trois-Rivières) et à la Qatar Foundation, en plus de donner des cours de maître notamment au Royal Academy of Music, à la Manhattan School of Music, au Shanghai Conservatory et au Royal College of Music[réf. souhaitée].
Il a été chef de chant invité à l'Atelier lyrique de l'Opéra de Montréal[réf. souhaitée].

## Discographie
- Who Am I?
  - Réédition numérique de l'album Songs of the Americas (Brioso Recordings, BR 112, 1997) (OCLC 42803986)
  - Œuvres de Alberto Ginastera, Heitor Villa-Lobos, Leonard Bernstein, Samuel Barber, Charles Ives, Malcolm Forsyth et Pierre Mercure.
  - Simone Lyne Comtois, mezzo-soprano - Marc Bourdeau, piano
- Syrinx
  - Réédition numérique de l'album Joueurs de flûte (Brioso Recordings, BR 110, 1996) (OCLC 890731376)
  - Œuvres de Philippe Gaubert, Claude Debussy, Albert Roussel, Edgard Varèse, Claude Vivier, Olivier Messiaen, Jacques Hétu et Henri Dutilleux.
  - Michel Bellavance, flûte - Marc Bourdeau, piano
- Tales of the East
  - Réédition numérique de l'album Sergei, Béla & Bohuslav (Brioso Recordings, BR 121, 1999)(OCLC 48075094)
  - Œuvres de Béla Bartók, Otar Taktakishvili, Sergei Prokofiev et Bohuslav Martinů.
  - Michel Bellavance, flûte - Marc Bourdeau, piano
- Songs of the Heart
  - Réédition numérique de l'album Mélodie Populaire (Société Nouvelle d'Enregistrement, SNE 626, 1998) (OCLC 781672243)
  - Œuvres de Gustav Mahler, Manuel de Falla, Maurice Ravel et Joseph Canteloube.
  - Simone Lyne Comtois, mezzo-soprano - Marc Bourdeau, piano
- Flammes
  - Réédition numérique de l'album Mélodies françaises (Société Nouvelle d'Enregistrement, SNE 588, 1993) (OCLC 41208154)
  - Œuvres de Claude Debussy, Ernest Chausson et Albert Roussel.
  - Agathe Martel, soprano - Marc Bourdeau, piano
- Romance[3]
  - Réédition numérique de l'album Flûte Romantique (Société Nouvelle d'Enregistrement, SNE 609, 1995) (OCLC 936597147)
  - Œuvres de Robert Schumann, Franz Schubert, Salomon Jadassohn et Carl Reinecke.
  - Michel Bellavance, flûte – Marc Bourdeau, piano
- Mahler Lieder[4],[5],[6](OCLC 834053330)
  - ATMA Classique, ACD 22665, 2011[7]
  - Lieder de Gustav Mahler et Alma Mahler.
  - Julie Boulianne, mezzo-soprano - Marc Bourdeau, piano - Ensemble Orford - Jean-François Rivest, chef d'orchestre
- Festivals
  - ATMA Classique, ACD 22295, 2005[8](OCLC 441095709)
  - Œuvres de musique de chambre de Rachel Laurin.
  - Michel Bellavance, flûte - Véronique Potvin, alto - Agathe Martel, soprano - Anne Robert, violon - Marc Bourdeau, piano
- Vai Azulão – Songs of Argentina and Brazil[9],[10](OCLC 869034611)
  - Marquis Classics, MAR 285, 2002[11]
  - Œuvres de Carlos Guastavino, Camargo Guarnieri, Alberto Ginastera, Carlos López Buchardo et Heitor Villa-Lobos.
  - Agathe Martel, soprano - Marc Bourdeau, piano
- Richard Strauss Lieder (Live)
  - PianoPlus, 2009
  - Lieder de Richard Strauss
  - Agathe Martel, soprano - Marc Bourdeau, piano
- Saeta en Forma de Salve, Op. 60 (Live)
  - PianoPlus, 2009
  - Canción de Joaquin Turina
  - Agathe Martel, soprano - Marc Bourdeau, piano
- Star Light, Star Bright
  - PianoPlus, 2021
  - Œuvre de Alexina Louie
  - Marc Bourdeau, piano
- La Tourtière
  - Centretracks, CD-CMCCT 11822, 2022
  - Mélodie de Lionel Daunais
  - Jacqueline Woodley, soprano - Annina Haug, mezzo - Pierre Rancourt, baryton - Marc Bourdeau, piano & arrangement
- Le Voyage de noces
  - Centretracks, CD-CMCCT 11922, 2022
  - Mélodie de Lionel Daunais
  - Pierre Rancourt, baryton - Marc Bourdeau, piano & arrangement
- Chanson des amours perdues
  - Centretracks, CD-CMCCT 12022, 2022
  - Mélodie de Lionel Daunais
  - Jacqueline Woodley, soprano - Marc Bourdeau, piano
- Lionel Daunais: mélodies - songs[12]
  - Centrediscs, CD-CMCCD-30122, 2022
  - Mélodies et Chansons de Lionel Daunais
  - Jacqueline Woodley, soprano - Annina Haug, mezzo - Pierre Rancourt, baryton - Michel Bellavance, flûte - Marc Bourdeau, piano & arrangements
- Gymnopédie Nº 1
  - PianoPlus, 2022
  - Œuvre de Erik Satie
  - Marc Bourdeau, piano
- Prélude en do majeur, BWV 846
  - PianoPlus, 2022
  - Œuvre de Johann Sebastian Bach
  - Marc Bourdeau, piano
- Montréal Musica[13]
  - Centrediscs, CD-CMCCM-32023, 2023
  - Œuvres de Rachel Laurin, Oscar Peterson, Claude Champagne, André Mathieu, Jacques Hétu, François Morel, John Rea, Denis Gougeon et Marc-André Hamelin
  - Marc Bourdeau, piano